# Rafflesia su-meiae
Rafflesia su-meiae är en tvåhjärtbladig växtart som beskrevs av M.Wong, Nais och F.Gan. Rafflesia su-meiae ingår i släktet Rafflesia, och familjen Rafflesiaceae. Inga underarter finns listade i Catalogue of Life.